# Hoplopleura maniculata
Hoplopleura maniculata – gatunek wszy z rodziny Hoplopleuridae, pasożytujący głównie na wiewiórce palmowej (Funambulus palmarum), gryzoniu z rodziny wiewiórkowatych. Występuje również na innych gatunkach z tej rodziny takich jak: Funambulus pennantii, Funambulus tristriatus. Powoduje wszawicę.
Samica wielkości 1,3 mm, samiec dużo mniejszy wielkości 0,7 mm. Wszy te mają ciało silnie spłaszczone grzbietowo-brzusznie. Samica składa jaja zwane gnidami, które są mocowane specjalnym "cementem" u nasady włosa. Rozwój osobniczy trwa po wykluciu się z jaja około 14 dni. Pasożytuje na skórze. Występuje na terenie Azji.